# 圓桌會議
圓桌會議指圍繞圓桌舉行的會議，圓桌會議並無主席位置，亦無隨從位置，旨在人人平等。此概念源自英國傳說裡的亞瑟王與其圓桌騎士在卡美洛時代的習俗。
現在通常會在多黨派會談時舉行圓桌會議。最著名的圓桌會議為1989年時波蘭團結工會與波蘭共產政府所舉行的會談──波蘭圓桌會議。由此可見圓桌會議此詞亦可比喻為以和平手段尋求解決問題的方法。

## 外部連結
- 柯爾柏基金會於伯格多夫舉行的圓桌會議 （页面存档备份，存于）